# Atractaspis watsoni
Atractaspis watsoni är en ormart som beskrevs av Boulenger 1908. Atractaspis watsoni ingår i släktet jordhuggormar, och familjen Atractaspididae. Inga underarter finns listade.
Arten förekommer i Afrika från Mauretanien till Tchad och söderut till Kamerun.